# Brocēni kommun
Brocēnu novads var en kommun i Lettland. Den låg i den västra delen av landet, 90 km väster om huvudstaden Riga. Antalet invånare var 7 215. Arean var 499 kvadratkilometer.
Följande samhällen fanns i Brocēnu novads:
- Brocēni